# Campeonato Europeu de Andebol Masculino de 2008
O Campeonato Europeu de HandebolPB/AndebolPE Masculino de 2008 foi a 8ª edição do principal campeonato de handebol das seleções da Europa. O torneio realizou-se na Noruega, nas cidades de Bergen, Drammen, Lillehammer, Stavanger e Trondheim. Dinamarca ganhou o torneio com Croácia segundo e França terceira.